# Incentro

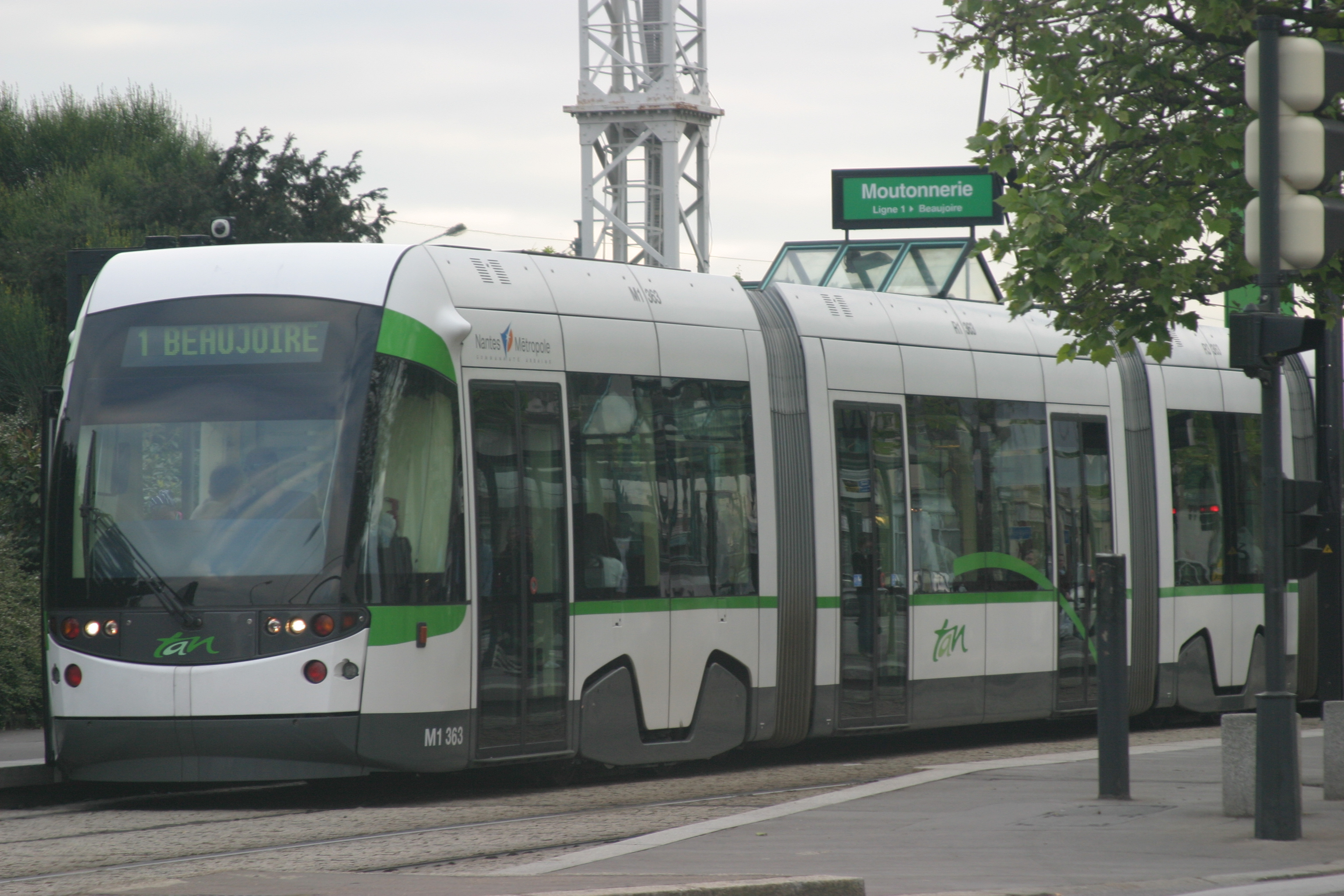
Incentro in Nantes

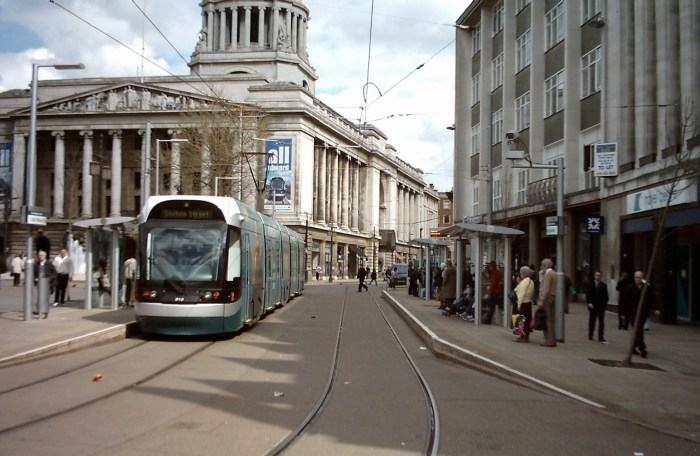
Incentro in Nottingham

De Incentro is een 5-delige lagevloertram van Bombardier Transportation. De Incentro werd ontwikkeld door Adtranz als hun nieuwe standaardtram die moest gaan concurreren met onder andere de Combino van Siemens en de Citadis van Alstom. 

## Adtranz
In 2000-2001 heeft Adtranz 23 Incentro's gebouwd voor het stadsvervoerbedrijf van Nantes. Deze trams zijn 2,40 meter breed, 36,4 meter lang en hebben een capaciteit van ongeveer 240 personen (72 zitplaatsen). De Britse stad Nottingham wilde aanvankelijk trams van het type Eurotram kopen, maar de grote enkelvoudige deuren vormden een bezwaar. Daarop besloot men om 15 Incentro's aan te schaffen voor de Nottingham Express Transit (geopend in 2004). Deze trams zijn 2,4 meter breed, 33 meter lang en hebben een capaciteit van 191 personen (62 zitplaatsen).

## Bombardier
Na de overname van Adtranz door Bombardier Transportation in 2001, werd de Incentro 'uit de catalogus' gehaald ten faveure van de Flexity Outlook. In 2005 bouwde Bombardier nog een vervolgserie van 10 wagens voor Nantes.

### Flexity Berlin

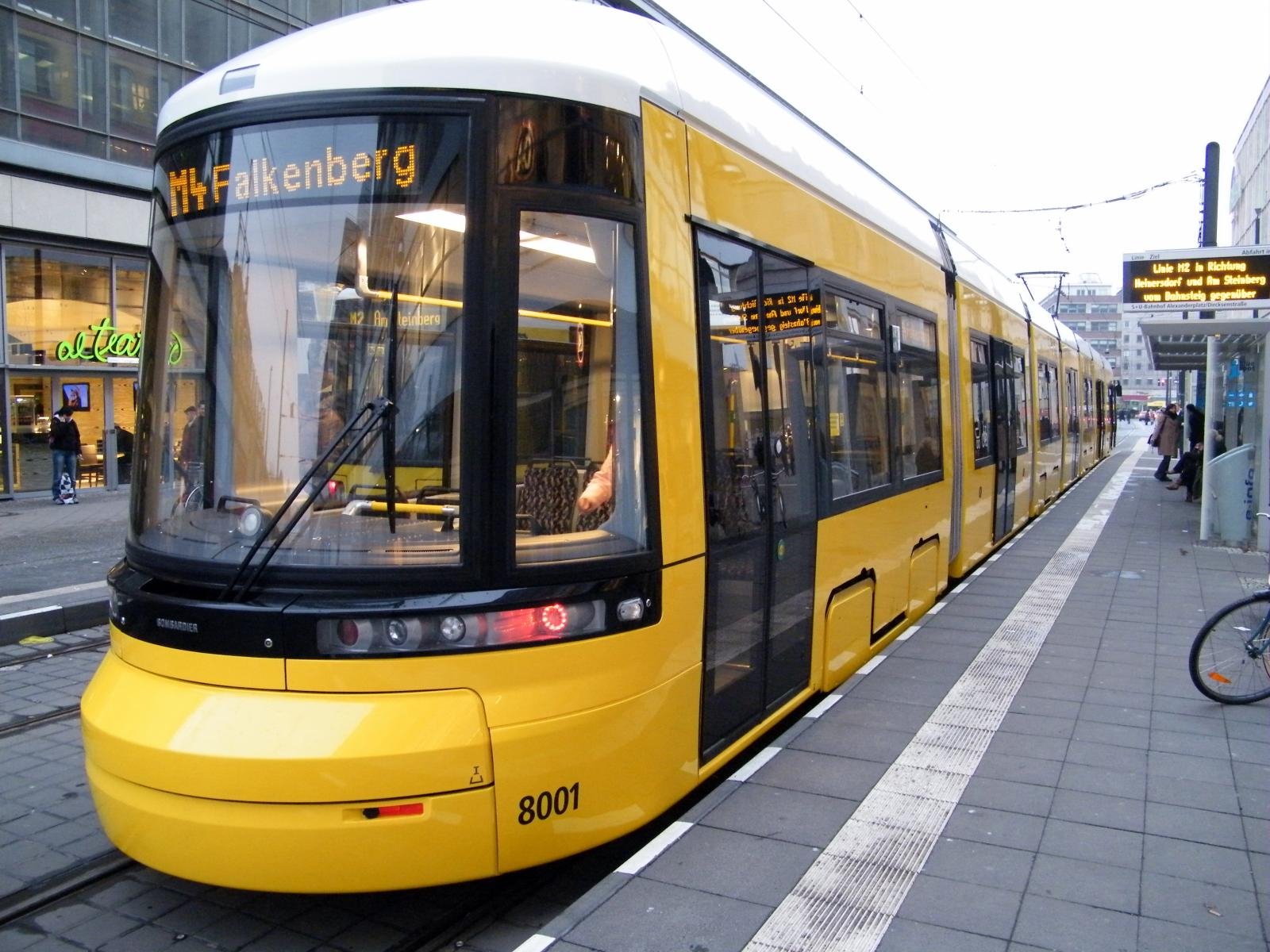
Flexity Berlin in Berlijn

Voor Berlijn heeft Bombardier een eigen type ontwikkeld: de Flexity Berlin. Dit is een doorontwikkeling van de Incentro. Vanaf 2009 zijn er 210 stuks afgeleverd. Daarvan zijn 70 driedelig (serie 3 en 4-duizend) en 170 vierdelig (serie 8 en 9-duizend). Ze zijn 30,8 en 40,0 meter lang en net als de Incentro ook 2,40 meter breed.